# ゴヤール
ゴヤール（仏: GOYARD）は、フランスの鞄ブランドである。トランクメーカーとして有名である。

## 歴史
- 1792年創業の「メゾン・マルタン」から始まる。メゾン・マルタンは旅行用のトランク専門メーカーである。
- 1834年 ヌーヴ・デ・キャプシーヌ通り4番地に本拠としていたメゾン・マルタンは、サントノレ通り347番地に移転する。
- 1845年 当時17歳のフランソワ・ゴヤールはルイ・アンリ・モレルに弟子入りし、マルタンで技術を磨いてきた。1852年モレルが亡くなった後でも会社を引き継いだのはフランソワであった。
- 1856年 フランソワは息子であるエドモン・ゴヤールに会社の後を継がせる。番地付番変更により233番地と住所の表記が変更されたもののそれ以来ゴヤールとして現在も同じ場所として受け継がれている。